# Lykan HyperSport
Lykan HyperSport – supersamochód klasy średniej produkowany przez libańsko-emirackie przedsiębiorstwo W Motors w latach 2014–2018.

## Historia i opis modelu

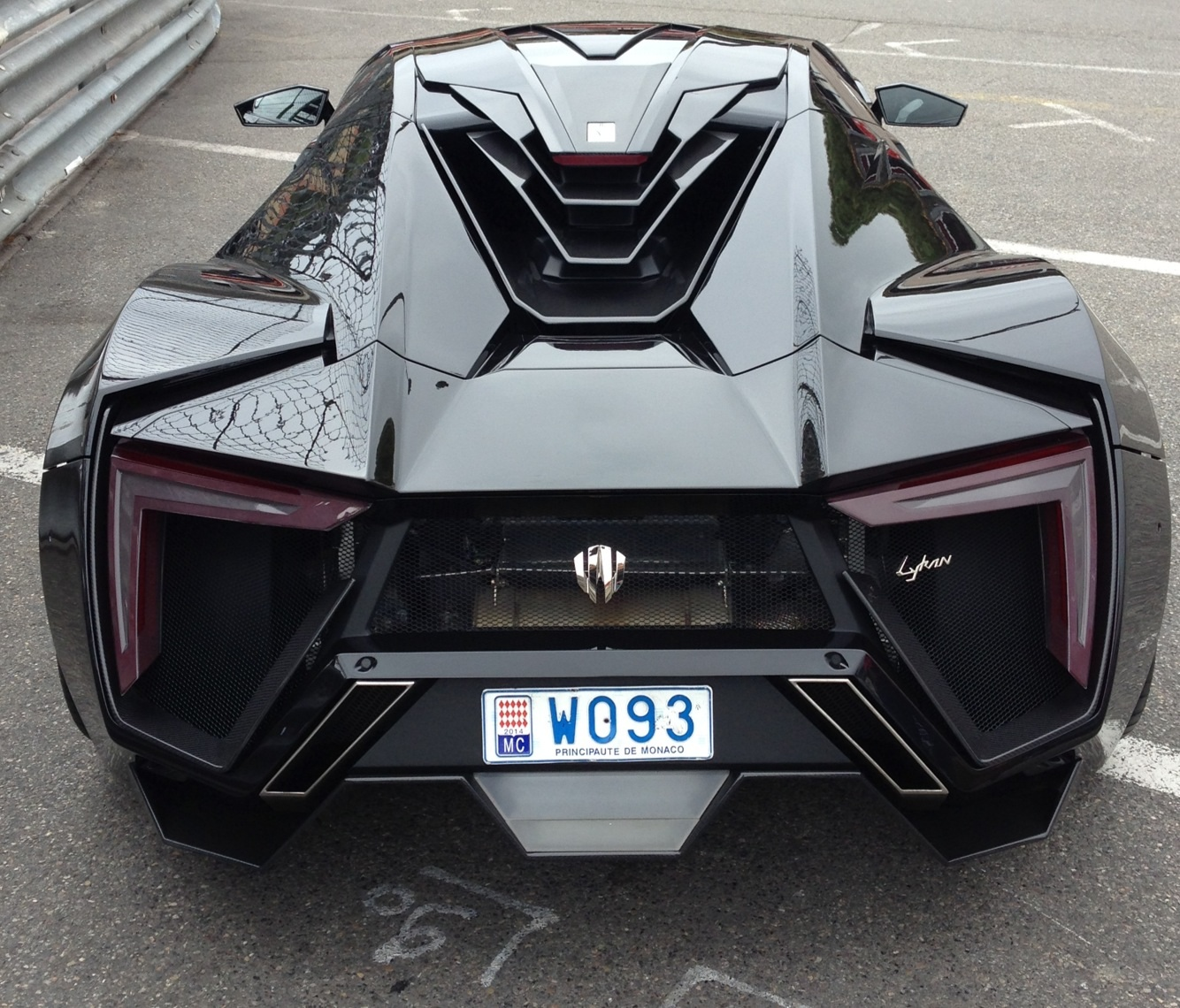
Lykan HyperSport – tył

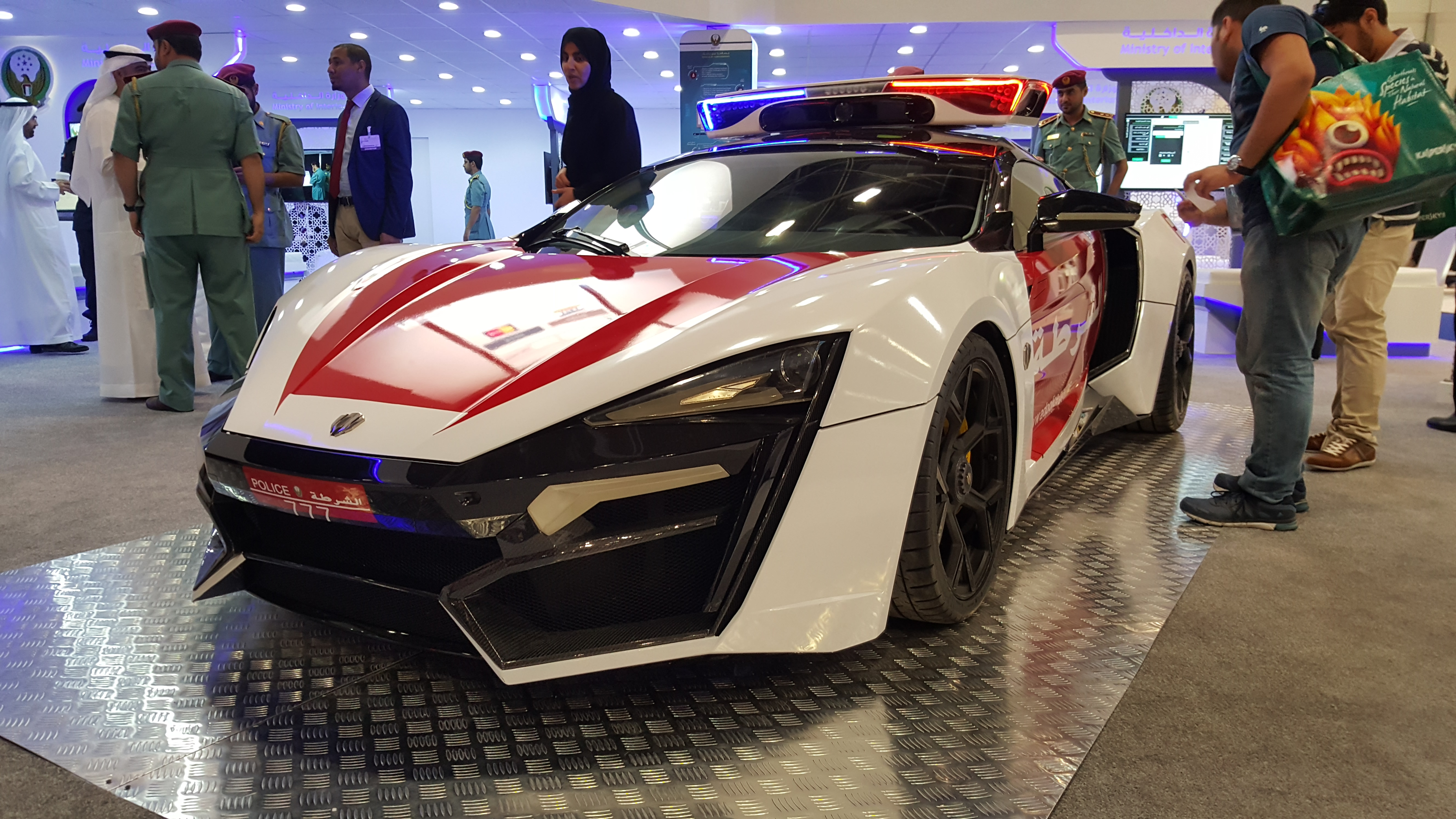
Policyjny Lykan HyperSport

W styczniu 2013 nowo powstałe libańsko-emirackie przedsiębiorstwo W Motors przedstawiło przedprodukcyjne fotografie i informacje na temat swojego pierwszego pojazdu, supersamochodu Lykan HyperSport. Nieco ponad rok później, w kwietniu 2014, przedstawiony został w pełni produkcyjny model. Agresywna stylizacja wyróżniła się licznymi ostrymi liniami z rozbudowanymi wlotami powietrza w przednim zderzaku oraz tuż za drzwiami, a także nietypowymi akcentemi jak np. asymetrycznie otwierane drzwi czy tabliczka znamionowa z numerem egzemplarza wraz z datą dostarczenia do właściciela na dachu. Reflektory wykonane w technologii LED wyposażono w ozdabiające tytanówe piórka oraz 420 diamentów o masie 15 karatów, a kamienie szlachetne wzbogaciły także lampy tylne.
W kabinie pasażerskiej zastosowano m.in. złote przeszycia w fotelach czy desce rozdzielczej, a także trójwymiarowe holograficzne wyświetlacze wyposażone w obsługę gestów. Gałka zmiany biegów została wykonana w całości z jednego komponentu aluminium.
Do napędu Lykana HyperSport wykorzystano silnik benzynowy konstrukcji niemieckiej firmy Ruf Automobile z płaskim ułożeniem 6 cylindrów, który rozwinął moc 740 KM i 960 Nm maksymalnego momentu obrotowego. Jednostkę umieszczono za kabną pasażerską, przenosząc moc na tylną oś i współpracując 6-stopniową sekwencyjną lub 7-biegową dwusprzęgłową automatyczną przekładnią.

### Sprzedaż
Lykan HyperSport powstał jako ściśle limitowany samochód, z pulą produkcyjną ograniczoną do 7 egzemplarzy, z czego jedną sztukę zbudowano specjalnie dla emirackiej policji z Abu Dhabi. Produkcją zlecono włoskiemu oddziałowi austriackiego Magna Steyr, odbywając się w Turynie. Za cenę 3,4 miliona dolarów Lykan HyperSport był jednym z najdroższych samochodów kiedykolwiek wyprodukowanych seryjnie. Samochód pojawił się w filmie Szybcy i Wściekli 7.

### Silnik
- H6 3.7l 740 KM